# Skënder Hyka
Skënder Hyka (Tirana, 1944. szeptember 6. – 2018. július 5.) válogatott albán labdarúgó, csatár. Egyszeres albán bajnoki gólkirály (1968).

## Pályafutása

### Klubcsapatban
A 17 Nëntori korosztályos csapatában kezdte a labdarúgást. 1963 és 1974 között játszott az első csapatban, ahol négy bajnoki címet szerzett. Az 1968-as idényben 19 góllal bajnoki gólkirály lett.

### A válogatottban
1967-ben egy alkalommal szerepelt az albán válogatottban.

### Sportvezetőként
1992 és 1995 között a KS Tirana csapatánál volt sportvezető. 1997-ben az albán labdarúgó-szövetség főtitkára volt. 1992-től az albán szövetség végrehajtó bizottságának a tagjaként tevékenykedett.

## Sikerei, díjai
17 Nëntori
- Albán bajnokság
  - bajnok (4): 1964–65, 1965–66, 1968, 1969–70[4]
  - gólkirály: 1968 (19 gól)

## Statisztika

### Mérkőzése az albán válogatottban
| Albánia | Albánia          | Albánia                     | Albánia | Albánia  | Albánia  | Albánia      | Albánia | Albánia |
| #       | Dátum            | Helyszín                    | Hazai   | Eredmény | Vendég   | Kiírás       | Gólok   | Esemény |
| ------- | ---------------- | --------------------------- | ------- | -------- | -------- | ------------ | ------- | ------- |
| 1.      | 1967. április 8. | Dortmund, Rote Erde Stadion | NSZK    | 6 – 0    | Albánia  | Eb-selejtező | -       |         |
|         | Összesen         |                             |         | 1        | mérkőzés |              | 0       | gól     |